# Lucchese 1905
Lucchese 1905, zkráceně jen Lucchese je italský fotbalový klub hrající v sezóně 2024/25 ve 3. italské fotbalové lize sídlící ve městě Lucca v regionu Toskánsko.
Klub byl založen 25. května 1905 jako Lucca Football Club. Založili jej 3 nadšenci kteří se fotbal naučili při práci v Brazílii. Byli to Felice Menesini, Vittoria Menesini a Ernesto Matteucci. Výběr barev (červenočerná) byla kvůli soucitu s Milánem, klubem, který byl v roce 1901 šampionem.
Klub většinou hrál mezi druhou a třetí ligou. První krach přišel v roce 2008. Majitel klubu Fouzi Hadj, majitel firmy Katex Italy měl velké dluhy. Klub byl vyloučen z ligy. Klub se znovu založil a sezonu 2008/09 hrál v Serii D. Po sezoně 2010/11 kde obsadil 7. místo v soutěži, se klub ocitl opět v krachu. V létě v roce 2011 byl klub založen znovu pod názvem - ASD FC Lucca 2011. Začali hrát regionální ligu.
Nejvyšší soutěž klub hrál 13 sezon. Poprvé ji hrál v sezoně 1913/14, Serii A hraje prvně v sezoně 1936/37 až 1938/39, 1947/48 až 1951/52. Nejlepší umístění v lize je 7. místo v sezoně 1936/37.

## Změny názvu klubu
- 1912/13 – 1918/19 – Lucca FC (Lucca Football Club)
- 1919/20 – 1923/24 – US Lucchese (Unione Sportiva Lucchese)
- 1924/25 – 1929/30 – US Libertas (Unione Sportiva Libertas)
- 1930/31 – 1941/42 – US Lucchese Libertas (Unione Sportiva Lucchese Libertas)
- 1942/43 – Gruppo Sportivo Lucchese Iginio Giannini (GS Lucchese Iginio Giannini)
- 1943/44 – 1981/82 – US Lucchese Libertas (Unione Sportiva Lucchese Libertas)
- 1982/83 – 1983/84 – Nuova US Lucchese Libertas (Nuova Unione Sportiva Lucchese Libertas)
- 1984/85 – 2007/08 – AS Lucchese Libertas (Associazione Sportiva Lucchese Libertas)
- 2008/09 – Sporting Lucchese (Sporting Lucchese)
- 2009/10 – 2010/11 – AS Lucchese Libertas 1905 (Associazione Sportiva Lucchese Libertas 1905)
- 2011/12 – FC Lucca 2011 (Football Club Lucca 2011)
- 2012/13 – FC Lucchese 1905 (Football Club Lucchese 1905)
- 2013/14 – 2018/19 – AS Lucchese Libertas 1905 (Associazione Sportiva Lucchese Libertas 1905)
- 2019/20 – Lucchese 1905 (Lucchese 1905)

## Získané trofeje

### Vyhrané domácí soutěže
- 2. italská liga (2×)

1935/36, 1946/47
- 3. italská liga (3×)

1929/30, 1933/34, 1960/61
- 4. italská liga (3×)

1968/69, 1985/86, 2019/20

## Účast v ligách
| Úroveň soutěže | Název soutěže (nynější název) | První hraná sezona | Poslední hraná sezona | celkem odehraných sezon |
| -------------- | ----------------------------- | ------------------ | --------------------- | ----------------------- |
| 1              | Serie A                       | 1913/14            | 1951/52               | 13                      |
| 2              | Serie B                       | 1923/24            | 1998/99               | 24                      |
| 3              | Serie C                       | 1928/29            | 2024/25               | 47                      |
| 4              | Serie D                       | 1954/55            | 2019/20               | 16                      |
| 5              | Eccellenza                    | 2008/09            | 2013/14               | 3                       |

Historická tabulka Serie A od sezony 1929/30 do 2023/24.
| Celkové místo | Odehraných sezon | Celkem bodů | Celkem zápasů | Celkem výher | Celkem remíz | Celkem proher | Celkové skore |
| ------------- | ---------------- | ----------- | ------------- | ------------ | ------------ | ------------- | ------------- |
| 44            | 8                | 244         | 282           | 80           | 84           | 118           | 347:470       |

## Fotbalisté

### Historické statistiky
| Počet utkání | Počet utkání     | Počet utkání |  | Počet branek | Počet branek       | Počet branek |
| Pořadí       | Jméno            | Počet        |  | Pořadí       | Jméno              | Počet        |
| 1.           | Roberto Paci     | 375          |  | 1.           | Roberto Paci       | 137          |
| 2.           | Bruno Russo      | 353          |  | 2.           | Eupremio Carruezzo | 79           |
| 3.           | Francesco Monaco | 294          |  | 3.           | Elpidio Coppa      | 60           |
| 4.           | Silvio Giusti    | 280          |  | 4.           | Ugo Conti          | 59           |
| 5.           | Umberto Campioli | 260          |  | 5.           | Piero Andreoli     | 52           |

### Rekordní přestupy
| Nákup  | Nákup               | Nákup     | Nákup    | Nákup           |  | Prodej | Prodej             | Prodej    | Prodej  | Prodej          |
| Pořadí | Jméno               | sezona    | klub     | částka          |  | Pořadí | Jméno              | sezona    | klub    | částka          |
| 1.     | Francesco Baldini   | 2007/2008 | Juventus | 1 mil. Euro     |  | 1.     | Ivan Franceschini  | 1999/2000 | Janov   | 0,8 mil. Euro   |
| 2.     | Francesco Renzetti  | 2023/2024 | Janov    | 0,250 mil. Euro |  | 2.     | Francesco Renzetti | 2008/2009 | Janov   | 0,6 mil. Euro   |
| 3.     | Alessandro Mastalli | 2022/2023 | Avellino | 0,040 mil. Euro |  | 3.     | Filip Raičević     | 2015/2016 | Vicenza | 0,340 mil. Euro |

### Na velkých turnajích

#### Účastník Mistrovství světa
- Pierre Womé (MS 1998)

#### Účastník Afrického poháru národů
- Pierre Womé (APN 1998)

#### Vítěz Olympijských her
- Libero Marchini (OH 1936)